# عبد الرحمن بدوي
عبد الرحمن بدوي (4 فبراير 1917 - 25 يوليو 2002م القاهرة)، أحد أبرز أساتذة الفلسفة العرب في القرن العشرين وأغزرهم إنتاجا، إذ شملت أعماله أكثر من 150 كتابا تتوزع ما بين تحقيق وترجمة وتأليف، ويعتبره بعض المهتمين[من؟] بالفلسفة من العرب أول فيلسوف وجودي مصري، وذلك لشده تأثره ببعض الوجوديين الأوروبيين وعلى رأسهم الفيلسوف الألماني مارتن هايدجر.

## نشأته ودراسته

بدوي أثناء دراسته

والدهُ بدوي بدوي محمود الشرباصي، عمدة القرية، تعرض لمحاولة اغتيال قبل ولادة عبد الرحمن بأربعة سنين، وهو من أثرياء منطقته، ولأجل ذلك كان بدوي يصرح بعدائه ومعارضته المطلقة لمشاريع التأميم ونظام جمال عبد الناصر
ولد عبد الرحمن بقرية شرباص - دمياط، وكان تسلسله الخامس عشر من بين 21 شقيقا وشقيقة. وأنهى شهادته الابتدائية في 1929 من مدرسة فارسكور ثم شهادته في الكفاءة عام 1932 من المدرسة السعيدية في الجيزة. وفي عام 1934 أنهى دراسة البكالوريا، حيث حصل على الترتيب الثاني على مستوى مصر، من مدرسة السعيدية. التحق بعدها بجامعة القاهرة، كلية الآداب، قسم الفلسفة، سنة 1934، وابتعث سنة 1937 لمدة أربعة أشهر إلى ألمانيا و إيطاليا أثناء دراسته لإتقان اللغتين الألمانية والإيطالية وذلك بناءً على تعليمات من طه حسين، وعاد عام 1937 إلى القاهرة، ليحصل في مايو 1938 على الليسانس الممتازة من قسم الفلسفة.[بحاجة لمصدر]

### الماجستير
بعد إنهائه الدراسة عُين في الجامعة كمعيد ولينهي بعد ذلك دراسة الماجستير عام 1941 وقد تحدث بدوي في مذكراته المعنونة بـ (سيرة حياتي) عن الظروف التي أحاطت بمناقشة رسالته للماجستير، والتي كان عنوانها (مشكلة الموت في الفلسفة الوجودية) ثم عدلها إلى (مشكلة الموت في الفلسفة المعاصرة) باقتراح من الفيلسوف الفرنسي الكبير أندريه لالاند، والتي كان من المقرر أن يشرف عليها. إلا أن لالاند في عام 1940 قد ترك مصر قبل أن يتمكن عبد الرحمن بدوي من إتمام رسالته، وذلك بسبب نشوب الحرب العالمية الثانية وكان لالاند يفضل أن يبقى في وطنه الأم فرنسا، فأشرف نيابة عنه الفيلسوف الفرنسي ألكسندر كويري.[بحاجة لمصدر]
يدعي بدوي أن عميد الكلية آنذاك أحمد أمين، قد تعمّد المماطلة في موعد المناقشة إلى حين فترة انتهاء خدمة ألكسندر كويري في الجامعة حتى لا يتمكن من وضع اسمه كمشرف على الرسالة، ويدعي بدوي أن ذلك حدث بسبب خلاف شخصي بينه وبين أحمد أمين، ويذكر بدوي أن أحمد أمين كان حقودًا على خصومه على حد تعبيره.
تمت مناقشة الرسالة من قبل لجنة تألفت من: الشيخ مصطفى عبدالرازق، وطه حسين، وابراهيم مدكور.
نشرت جريدة الأهرام خبرًا مفصلًا عن هذه الرسالة ويذكر بدوي بأنه استقبل بعدها عددًا كبيرا من رسائل القرّاء من كبار السن، وكانوا يسألونه «هل وجدت حلًا لهذه المشكلة؟!»

### الدكتوراه
وفي عام 1944 حصل على شهادة الدكتوراة من جامعة القاهرة، والتي كانت تسمى جامعة الملك فؤاد الأول في ذلك الوقت. وكان عنوان الرسالة: «الزمان الوجودي» وكانت بإشراف كل من: الشيخ مصطفى عبدالرازق، وطه حسين، وباول كراوس.
وقد علق عليها طه حسين أثناء مناقشته لها في 29 مايو 1944 قائلا: «لأول مرة نشاهد فيلسوفاً مصرياً» وناقش بها بدوي مشكلة الموت في الفلسفة الوجودية والزمان الوجودي.
وكان بدوي يجيد اللغات: الفرنسية والألمانية والإيطالية والأسبانية واليونانية واللاتينية والإنجليزية والفارسية بالإضافة إلى اللغة العربية.

## عمله الجامعي
عين بعد حصوله على الدكتوراه مدرسا بقسم الفلسفة بكلية الاداب جامعة فؤاد في أبريل 1945 ثم صار أستاذا مساعدا في نفس القسم والكلية في يوليو سنة 1949. ترك جامعة القاهرة (فؤاد) في 19 سبتمبر 1950، ليقوم بإنشاء قسم الفلسفة في كلية الآداب في جامعة عين شمس، جامعة إبراهيم باشا سابقا، وفي يناير 1959 أصبح أستاذ كرسى. عمل مستشارا ثقافيا ومدير البعثة التعليمية في بيرن في سويسرا مارس 1956 - نوفمبر 1958
غادر إلى فرنسا 1967 بعد أن جردت ثورة 23 يوليو عائلته من أملاكها. وكان قد عمل كأستاذ زائر في العديد من الجامعات، (1947-1949) في الجامعات اللبنانية، (فبراير 1967 - مايو 1967) في معهد الدراسات الإسلامية في كلية الاداب، السوربون، بجامعة باريس، (1967 - 1973) في بالجامعة الليبية في بنغازى، ليبيا، (1973-1974) في كلية «الإلهيات والعلوم الإسلامية» بجامعة طهران، طهران (سبتمبر سنة 1974-1982) وأستاذا للفلسفة المعاصرة والمنطق والأخلاق والتصوف في كلية الاداب، جامعة الكويت، الكويت. أستقر في نهاية الأمر في باريس.

## نشاطه السياسي ومشاركته في كتابة الدستور المصري
كان عضوا في حزب مصر الفتاة (1938-1940) ثم عضوا في اللجنة العليا للحزب الوطني الجديد (1944-1952)، وتم اختياره مع 50 شخصية، كعضو في لجنة الدستور التي كلفت في يناير 1953 لكتابة دستور جديد، والذي تم الانتهاء منه في اغسطس 1954 لكن الدستور أهمل واستبدل بدستور سنة 1956.

## مذكراته
في عام 2000 نشر مذكراته في كتاب ضخم من جزئين، وصل عدد صفحاته إلى 768 صفحة، لدى المؤسسة العربية للدراسات والنشر. وكان لنشر الكتاب صدى ضخم لدى الكثير من المثقفين المصريين وذلك لأن بدوي هاجم الكثير ممن أعتبرهم المثقفين العرب رموزا للفكر كالشيخ محمد عبده، وعباس العقاد، وأحمد أمين، وزكي نجيب محمود، وتوفيق الحكيم، وعلي الجارم، ومصطفى أمين وإيميل بيرييه وغيرهم. كما هاجم بقوة النظام المصري وحكم جمال عبد الناصر موجها انتقادات شتى. وعلق على حجم المشاركة في تشييع جنازة جمال عبد الناصر بأن هذا «أمر عادي ولا يمت بصلة إلى وجود علاقة حب بين المصريين وعبد الناصر»، مشيرا إلى أن «هذه هي طبيعة شعب هوايته المشي في الجنازات». كما اتهم رموزا سياسية منها سعد زغلول بالعمالة للبريطانيين، وطه حسين بالعمالة للأجهزة الأمنية، واعتبر الطلاب جواسيس على بعضهم البعض، مشيرا إلى أن قيام عبد الناصر بتأميم قناة السويس كان سعيا وراء الشهرة.

## أعماله ومؤلفاته
له ما يقرب من 200 كتاب حسب محمود أمين العالم بينما قال أحد ناشريه إن كتبه التي نشرها تجاوزت 150 كتابا منذ كتابه الأول عن نيتشه الذي صدر عام 1939. وهو الأمر الذي يؤكده ابن أخيه محسن بدوي حيث يقول في موقعه الإلكتروني: بلغت أعمال الدكتور عبد الرحمن بدوي سواء المنشورة أو غير المنشورة نحو 150 كتاباً منها أعمال منشورة بالفرنسية، الإسبانية، الألمانية، الإنجليزية فضلا عن العربية.

## وفاته
توفي في مستشفى معهد ناصر في القاهرة صباح الخميس 25 يوليو 2002 عن عمر يقارب 85 سنة. حيث كان قد عاد من فرنسا إلى مصر قبل وفاته بأربعة أشهر بسبب إصابته بوعكة صحية حادة، إذ سقط مغشيًا عليه في أحد شوارع باريس واتصل طبيب فرنسي بالقنصلية المصرية بأن أمامه شخصًا مريضآ يقول إنه فيلسوف مصري يطلب مساعدتهم.

## ما قيل وكتب عنه
1. وصفه المفكر محمد عابد الجابري بأنه أكبر باعثي الفلسفة الإسلامية وأنشط حفار قبورها، وأننا ندين له بكثير من النصوص القديمة والدراسات المترجمة الحديثة.[11]
2. دراسات عربية حول عبد الرحمن بدوي، لأحمد عبد الحليم عطية، ISBN 9959-29-108-1 عام 2002
3. عبد الرحمن بدوي ومذهبه الفلسفي ومنهجه في دراسة المذاهب عرض ونقد، لعبد القادر بن محمد الغامدي، مكتبة الرشد - الرياض - عام 1429هـ - 2008
4. بدوي: فيلسوف الوجودية الهارب إلى الإسلام، للدكتور سعيد اللاوندي
5. صحيفة (الموندو) الأسبانية
6. كلمة عمرو موسى

## وصلات خارجية
- موقع مركز عبد الرحمن بدوي للإبداع
- موسوعة بريتانيكا
- إسلام أون لاين